# Ctenitis laetevirens
Ctenitis laetevirens är en träjonväxtart som först beskrevs av Eduard Rosenstock, och fick sitt nu gällande namn av Salino och P.O.Morais. Ctenitis laetevirens ingår i släktet Ctenitis och familjen Dryopteridaceae. Inga underarter finns listade.